# Abrus
Abrus és un gènere amb 18 espècies fanerògames que pertany a la família Fabaceae. L'espècie més coneguda, Abrus precatorius, és altament tòxica.

## Taxonomia
- Abrus aureus
- Abrus baladensis
- Abrus bottae
- Abrus canescens
- Abrus diversifoliatus
- Abrus fruticulosus
- Abrus gawenensis
- Abrus laevigatus
- Abrus longibracteatus
- Abrus madagascariensis
- Abrus parvifolius
- Abrus precatorius
- Abrus pulchellus
- Abrus sambiranensis
- Abrus schimperi
- Abrus somalensis
- Abrus wittei